# Dylan Ragolle
 Dylan Ragolle (11 mei 1994) is een Belgische voetballer die uitkomt voor FCV Dender EH. Ragolle is een verdediger.

## Carrière
Ragolle kreeg zijn jeugdopleiding bij Excelsior Moeskroen. Na het faillissement van de club stapte hij over naar KV Kortrijk, waar hij bij de U17 ging voetballen. In december 2011 kreeg hij een contract tot het einde van het seizoen aangeboden bij de Kortrijkzanen. Ragolle maakte zijn professioneel debuut in de hoogste voetbalklasse op 22 april 2013 tijdens de match Kortrijk-Standard Luik. Hij moest de geblesseerde Alassane També vervangen na 25 minuten. Eind mei 2012 werd zijn contract verlengd met drie jaar.
Hij maakte de voorbereiding mee in de zomer van 2013, maar de week voor de competitie blesseerde hij zich zwaar op training. Zijn kruisbanden waren gescheurd. Hij was terug inzetbaar rond maart 2013. Hij maakte toen ook zijn debuut voor het Belgisch voetbalelftal onder 19. Op maandag 25 maart 2013 speelde hij 90 minuten tegen de jong Servië voor de EK-campagne. Later die maand speelde hij ook zijn eerste match van het seizoen voor Kortrijk.
In de zomer van 2015 liep zijn contract bij Kortrijk af. Hij vond onderdak bij tweedeklasser KSV Roeselare, waar hij in één seizoen meer competitiewedstrijden speelde dan in vier seizoenen bij Kortrijk. Na één seizoen stapte hij over naar Beerschot Wilrijk. De verdediger paste echter al snel niet meer in de ambitieuze plannen van de club, en belandde uiteindelijk in de B-kern. Na twee seizoenen verliet hij de club voor Wallonia Walhain CG.

## Statistieken
| Seizoen | Club                   | Competitie             | Competitie | Competitie |
| Seizoen | Club                   | Competitie             | Wed.       | Dlp.       |
| ------- | ---------------------- | ---------------------- | ---------- | ---------- |
| 2011/12 | KV Kortrijk            | Jupiler Pro League     | 4          | 0          |
| 2012/13 | KV Kortrijk            | Jupiler Pro League     | 2          | 0          |
| 2013/14 | KV Kortrijk            | Jupiler Pro League     | 5          | 0          |
| 2014/15 | KV Kortrijk            | Jupiler Pro League     | 5          | 0          |
| 2015/16 | KSV Roeselare          | Proximus League        | 17         | 0          |
| 2016/17 | KFCO Beerschot Wilrijk | Eerste klasse amateurs | 4          | 0          |
| 2017/18 | KFCO Beerschot Wilrijk | Eerste klasse B        | 0          | 0          |
| 2018/19 | Wallonia Walhain CG    | Tweede klasse amateurs |            |            |
| Totaal  | Totaal                 | Totaal                 | 37         | 0          |